# 波尔泰拉斯
波尔泰拉斯是巴西塞阿拉州的一个市镇。总面积217.57平方公里，总人口14750人，人口密度67.8人/平方公里。